# Radka Nastoupilová
Radka Nastoupilová, dříve Burketová, rozená Dyntarová (* 15. června 1976) je česká PR konsultantka, v minulosti tisková mluvčí hnutí ANO 2011, Ministerstva pro místní rozvoj ČR, NKÚ, Krajského úřadu Kraje Vysočina a ČIŽP, v letech 2015 až 2021 členka RRTV.

## Život
V letech 2004 až 2010 vystudovala pedagogiku a psychologii na Univerzitě Palackého v Olomouci (získala titul Mgr.). Vzdělání si rozšířila v letech 2006 až 2009 studiem bakalářského oboru sociální a masová komunikace na Univerzitě Jana Amose Komenského Praha (získala titul Bc.).
Pracovní kariéru začínala v roce 1998 v Týdeníku Puls Třebíčska, kde byla několik měsíců zástupkyní šéfredaktora a následně v letech 1998 až 2001 ředitelkou. Mezi lety 2001 až 2004 pracovala jako tisková mluvčí Krajského úřadu Kraje Vysočina. Krátce byla PR konsultantkou ve společnosti Impact PR & Consultancy (2004-2005).
V dubnu 2005 začala působit na Ministerstvu pro místní rozvoj ČR, nejprve jako PR pracovník, od května 2005 do srpna 2006 pak byla tiskovou mluvčí úřadu. V září 2006 přešla na Nejvyšší kontrolní úřad, kde až do ledna 2013 zastávala pozici ředitelky odboru komunikace a působila též jako tisková mluvčí.
Od února 2013 do ledna 2014 soukromě podnikala jako PR konsultantka. V tomto období spolupracovala s hnutím ANO 2011 jako jeho tisková mluvčí a PR specialistka, v hnutí se rovněž podílela na přípravě voleb do Poslanecké sněmovny PČR v roce 2013. Od února do prosince 2014 byla ředitelkou odboru komunikace a mluvčí Ministerstva pro místní rozvoj ČR, poslední dva měsíce roku 2014 strávila jako stážistka u Evropské komise v Bruselu.
Od začátku roku 2015 byla tiskovou mluvčí České inspekce životního prostředí, kde vedla oddělení komunikace a zahraničních vztahů.
V dubnu 2015 byla zvolena členkou Rady pro rozhlasové a televizní vysílání, na tento post ji nominovalo hnutí ANO 2011, funkce se ujala 24. května 2015. Zastávala ji do května 2021.
V současné chvíli zastává funkci ředitelky úseku komunikace státního podniku CENDIS, který je podřízen Ministerstvu dopravy.